# Усадьба Веневитиновых
Уса́дьба Веневи́тиновых — комплекс жилых, хозяйственных, парковых построек, принадлежавший во второй половине XVII — начале XX веков известному в России старинному дворянскому роду. Является объектом культурного наследия федерального значения Усадьба расположена в селе Новоживотинное Рамонского района Воронежской области, на левом берегу реки Дон, в 27 км от Воронежа. Входит в состав Воронежского областного литературного музея им. И. С. Никитина.

## История
Дворянский род Веневитиновых обосновался на землях севернее Воронежа в 1622 году. Во второй половине XVII века один из представителей рода Лаврентий Герасимович Веневитинов (1629—1689) и его сын Антон приобрели на левом берегу Дона тысячу десятин земли, переселив на новое место несколько крестьянских семей из села Животинное. Новое село стало называться Новоживотинным. В 1703 году сюда была перенесена из Староживотинного и освящена деревянная Архангельская церковь. В середине XVIII века на территории будущей усадьбы возникли парк и пруд. Господский дом появился, как считают специалисты, в 1760—1770 годах. Здание было каменным, с мезонином. В 1780 году перестроили Архангельскую церковь — она тоже стала каменной. Известно, что в 1826 году, кроме господского дома, в усадьбе были также: два флигеля, погреб, ледник, конюшня, сарай, людская изба и т. д..
Усадьба была обнесена глухой кирпичной оградой. Над Доном стояла кирпичная оштукатуренная беседка.
В начале XIX века хозяева перестроили дом: он стал двухэтажным. В 1870 году, при капитальном ремонте, здание также претерпело изменения. Оно было оштукатурено, появилась новая кровля, новые полы. При ремонте разобрали и часть сводов.
В XX веке усадьба претерпела немало изменений. В 1931 году по инициативе заместителя комиссара народного просвещения РСФСР Н. К. Крупской здесь был открыт филиал НИИ политехнического образования. В 1937 году в бывшем господском доме разместилась музыкальная школа, а в 1939-м — детский дом. В начале Великой Отечественной войны дом заняла воинская часть. И каждый раз, в зависимости от целей использования, внутреннюю планировку дома заметно меняли. После войны и вплоть до 1986 года усадьба постепенно разрушалась
.
В 1988 году на территории усадьбы начались восстановительные и реставрационные работы. В 1994 году в отреставрированном главном здании открыта музей-усадьба Д. В. Веневитинова — филиал Воронежского областного литературного музея им. И. С. Никитина.
В 2005 году на территории усадьбы открыт памятник самому известному представителю рода Веневитиновых — поэту Дмитрию Веневитинову. Автором монумента является скульптор Максим Дикунов — один из представителей известного семейства мастеров монументального искусства.
В 2010—2013 годах в усадьбе проведена новая масштабная реконструкция. Автор художественной концепции реконструкции — художник Николай Симонов (Москва).
Кроме Д. В. Веневитинова, с усадьбой связано имя его племянника — археолога и историка, директора (1896—1901) Румянцевского музея М. А. Веневитинова, а также английской писательницы Э. Л. Войнич — автора знаменитого романа «Овод», которая в 1887 году обучала дворянских детей английскому языку и музыке.

## Д. В. Веневитинов о Новоживотинном
…скажу вам откровенно, я такой любитель деревни, что скоро забываю все неприятности, чтобы отдаться наслаждению, а здесь есть чем наслаждаться. Всякий раз, когда я переправляюсь через Дон, я останавливаюсь на середине моста, чтобы полюбоваться на эту чудную реку, которую глаз хотел бы провожать до самого устья и которая протекает без всякого шума, так же мирно, как само счастье.
— Веневитинов Д. В. Стихотворения. Проза. Письма. — Воронеж: Центрально-Чернозёмное книжное издательство, 1985. — С. 224. — 320 с. — (Отчий край). — 20 000 экз.

## Архитектурный ансамбль усадьбы

Памятник Д. В. Веневитинову

Главный усадебный дом (XVIII—XIX вв., реконструирован в конце XX в.)
Флигель (1887 г.)
Ворота (XVIII—XIX вв.)
Кирпичная ограда (восстановлена в конце XX в. по рисунку Алексея Веневитинова)
Парк (восстановлен в начале XXI в.)
Беседка-ротонда (XXI в.)
Пруд (восстановлен в начале XXI в.)
Балюстрада (восстановлена в начале XXI в.)
Памятник Д. В. Веневитинову (2005 г.)